# Tanyptera cognata
Tanyptera cognata är en tvåvingeart som beskrevs av Alexander 1936. Tanyptera cognata ingår i släktet Tanyptera och familjen storharkrankar. Inga underarter finns listade i Catalogue of Life.